# Kerry McGregor
Pour les articles homonymes, voir McGregor.
Kerry McGregor, née le 30 octobre 1974 et morte le 4 janvier 2012, est une chanteuse écossaise, issue de la troisième saison du télé-crochet britannique The X Factor, où elle était coachée par Sharon Osbourne. Elle est éliminée après 3 semaines d'émission.
Elle est une ancienne membre du groupe QFX, dont le premier album "Freedom", sorti en 1994, atteint la cinquième place des charts anglais et reste dans le top 20 durant 14 semaines.
Elle meurt d'un cancer de la vessie le 4 janvier 2012, âgée de 37 ans.

## Discographie

### Singles
| Année | Titre                          | Classement au Royaume-Uni | Album           |
| ----- | ------------------------------ | ------------------------- | --------------- |
| 1997  | "Yodel in the Canyon of Love"  | —                         | Eurovision 1997 |
| 1997  | "Freedom" (avec le groupe QFX) | #21                       | Freedom         |